# 大野誠治
大野 誠治（おおの せいじ、1936年3月23日 - ）は、日本のジャーナリスト、経済評論家。

## 略歴
大分県大分郡湯布院町（現・由布市）出身。1960年埼玉大学文理学部経済学科卒。日刊工業新聞、日本工業新聞記者を経て、雑誌『財界』編集長。のち常務取締役兼論説委員。

## 著書
- 『評伝 宮崎輝』評伝シリーズ 国際商業出版 1977
- 『旭化成工業 衣・食・住の総合化学企業』(ザ・会社シリーズ) 朝日ソノラマ 1981
- 『炎にかける男 人間・安西浩の素顔と魅力』国際商業出版 1984
- 『"コスモ"誕生 石油再編成にかける男の執念』日本工業新聞社 1985
- 『東京ガス・都市創造への挑戦 「アーバン・ライフ・クリエーター」が目指す新戦略』ティビーエス・ブリタニカ 1989
- 『関西電力 原子力エネルギーのパイオニア』ティビーエス・ブリタニカ 1990
- 『私はこんな男を取締役にする!』中経出版 1991
- 『明日を拓く情熱 三菱油化』(大手町ブックス)日本工業新聞社 1991
- 『経営の鬼 宮崎輝の遺言』にっかん書房 1992
- 『「洋服の青山」急成長の秘密』国際商業出版 1993
- 『リエンジニアリングがよくわかる本』(知的生きかた文庫) 三笠書房 1994
- 『人間平岩外四の魅力 「ビジネスの心」を説く平岩語録』中経出版 1994
- 『沈黙の巨人東京電力 規制緩和とメガコンペティション 21世紀へ始動する』東洋経済新報社 1998
- 『関西電力の21世紀戦略 電力事業の可能性を広げる』東洋経済新報社 2000
- 『旭化成の運動部 オリンピック日本代表たちを育てた野武士集団の栄光の軌跡』中経出版 2000
- 『"一隅を照らす経営"を貫いた旭化成会長・日商会頭山口信夫』(現代産業選書)経済産業調査会 2013

### 共著・構成
- 『繊維戦争 衣から食住までの世界戦略』高橋文利共著 八雲井書院 1969
- 『宮崎輝の取締役はこう勉強せよ! 役員になる人、なれない人 能力づくり、腹づくりのために』構成 中経出版 1986、三笠書房・知的生きかた文庫 1991
- 『村井勉の辞めるヤツは教育しない わが体験的組織活性のノウハウ』構成・解説. 中経出版 1996

## 論文
- <大野誠治